# Круглов, Василий Иванович
Василий Иванович Круглов (1905—1945) — Гвардии ефрейтор Рабоче-крестьянской Красной Армии, участник Великой Отечественной войны, Герой Советского Союза (1945).

## Биография
Василий Круглов родился в 1905 году в деревне Шереметьево. Проживал в селе Нарва Манского района Красноярского края, работал бракером на сплавном участке. В июне 1941 года Круглов был призван на службу в Рабоче-крестьянскую Красную Армию и направлен на фронт Великой Отечественной войны. К июню 1944 года гвардии ефрейтор Василий Круглов был сапёром 15-го гвардейского отдельного сапёрного батальона 11-й гвардейской стрелковой дивизии 11-й гвардейской армии 3-го Белорусского фронта. Отличился во время Белорусской операции.
В ночь с 22 на 23 июня 1944 года Круглов в составе штурмовой группы проделал во вражеских проволочных заграждениях и минных полях проходы для советской пехоты в районе деревни Рудня Оршанского района. 30 июня 1944 года под Борисовым Круглов успешно переправился через Березину и построил переправу для артиллерии, что позволило удержать захваченный на западном берегу реки плацдарм. В ночь с 13 на 14 июля 1944 года Круглов переправил пехоту, артиллерию и боеприпасы через Неман в районе Алитуса, несмотря на вражеские авианалёты, что позволило успешно захватить и удержать плацдарм. 3 февраля 1945 года Круглов погиб под Кёнигсбергом. Похоронен в братской могиле в посёлке Прибрежный Московского административного района Калининграда.
Указом Президиума Верховного Совета СССР от 24 марта 1945 года за «образцовое выполнение боевых заданий командования на фронте борьбы с немецкими захватчиками и проявленные при этом мужество и героизм» гвардии ефрейтор Василий Круглов посмертно был удостоен высокого звания Героя Советского Союза. Также был награждён орденами Ленина, Отечественной войны 2-й степени, Красной Звезды, Славы 3-й степени, рядом медалей.